# Herbarium Europaeum
Herbarium Europaeum (abreviado Herb. Eur.) es un libro con ilustraciones y descripciones botánicas que fue escrito por el botánico, briólogo, pteridólogo,  alemán Carl Gabriel Baenitz. Fue publicado en fascículos en los años 1867 a 1900.

## Publicación
- Fascicles I-CXXII, numbers 1-10, 522. 1867, 1900.